# キャサリン・オハラ
キャサリン・アン・オハラ（Catherine Anne O'Hara, 1954年3月4日 - ）は、カナダの女優、声優、脚本家。『ホーム・アローン』シリーズの母親役で有名だが、多くのアニメ作品の声優でも知られている。

## 略歴
トロント出身。アイルランド系のカトリック教徒の家庭に生まれる。1974年よりトロントを拠点とする即興コメディ集団のセカンド・シティに参加。同時にコメディエンヌのギルダ・ラドナーに師事し、ラドナーが『サタデー・ナイト・ライブ』へ移るまで彼女のもとで学んだ。その後、コメディ番組の『セカンド・シティ・テレビジョン』に出演し始め、レギュラーとして活躍。1970年代後半あたりから声優としての仕事も舞い込むようになり、そのキャリアの成功により、声優として多くの作品に起用されている。
1980年にジョン・キャンディとアンソニー・パーキンスが出演のカナダ映画『Deadly Companion』で映画デビュー。その後は活躍の場を徐々にアメリカへも広げ、マーティン・スコセッシ監督の『アフター・アワーズ』や、メリル・ストリープ、ジャック・ニコルソン共演の『心みだれて』などにも出演。1988年に出演したティム・バートン監督の『ビートルジュース』でウィノナ・ライダー演じる根暗な少女の母親を演じて同作品はヒットを記録し、1990年のマコーレー・カルキン主演のコメディ映画『ホーム・アローン』で主人公のケビン少年の母親を演じて女優としての地位を確固たるものにした。その後もコメディエンヌとしての経験を活かし、コメディ映画を中心にキャリアを重ねている。
2010年2月28日、バンクーバーオリンピックの閉会式に登場し、「We're sorry」のトークテーマでカナダ人の謙虚さをユーモアを交えて語った。

### 私生活
1992年に『ビートルジュース』や『シザーハンズ』などのプロダクション・デザイナーとして知られるボー・ウェルシュと結婚。現在は二児の母親でもある。
自身が内臓逆位であることを公表している。

## 主な出演作品

### 映画
| 公開年 | 邦題 原題                                                                                | 役名                           | 備考             |
| ------ | ---------------------------------------------------------------------------------------- | ------------------------------ | ---------------- |
| 1981   | 第三の標的 Double Negative                                                               | ジュディス                     |                  |
| 1985   | アフター・アワーズ After Hours                                                           | ゲイル                         |                  |
| 1986   | 心みだれて Heartburn                                                                     | ベティ                         |                  |
| 1988   | ビートルジュース Beetle Juice                                                            | デリア                         |                  |
| 1990   | ディック・トレイシー Dick Tracy                                                          | テクシー・ガルシア             |                  |
| 1990   | 本日はお日柄も良く/ベッツィの結婚 Betsy's Wedding                                        | グロリア・ヘナー               |                  |
| 1990   | ホーム・アローン Home Alone                                                              | ケイト・マカリスター           |                  |
| 1992   | ホーム・アローン2 Home Alone 2: Lost in New York                                         | ケイト・マカリスター           |                  |
| 1993   | ナイトメアー・ビフォア・クリスマス The Nightmare Before Christmas                        | サリー、ショック               | 声の出演         |
| 1994   | ザ・ペーパー The Paper                                                                   | スーザン                       |                  |
| 1994   | ワイアット・アープ Wyatt Earp                                                            | アリー・アープ                 |                  |
| 1994   | パパとマチルダ A Simple Twist of Fate                                                    | エイプリル・サイモン           |                  |
| 1995   | トール・テイル/パラダイス・ヴァレーの奇跡 Tall Tale                                      | カラミティ・ジェーン           |                  |
| 1997   | HOPE/愛が生まれる町 Hope                                                                 | ミュリエル                     | テレビ映画       |
| 1998   | 100万回のウィンク Home Fries                                                             | ビアトリス                     |                  |
| 1998   | アンラッキー・ナイト/災難がいっぱい! Late Last Night                                     | 精神科医                       | テレビ映画       |
| 1999   | 小さな勇者バルトーク/イワン王子を救え! Bartok the Magnificent                            | ルドミラ                       | 声の出演         |
| 2000   | ドッグ・ショウ! Best in Show                                                             | クッキー                       |                  |
| 2001   | スピーキング・オブ・セックス Speaking of Sex                                             | コニー・ベイカー               |                  |
| 2002   | デブラ・ウィンガーを探して Searching for Debra Winger                                    | -                              | ドキュメンタリー |
| 2002   | オレンジカウンティ Orange County                                                         | シンディ                       |                  |
| 2003   | みんなのうた A Mighty Wind                                                               | ミッキー                       |                  |
| 2004   | 恋のクリスマス大作戦 Surviving Christmas                                                 | クリスティーン                 |                  |
| 2004   | ウール・キャップ/あなたの笑顔 The Wool Cap                                               | グロリア                       | テレビ映画       |
| 2004   | レモニー・スニケットの世にも不幸せな物語 Lemony Snicket's A Series of Unfortunate Events | ストラウス判事                 |                  |
| 2005   | ライフ・イズ・ベースボール Game 6                                                        | リリアン・ローガン             |                  |
| 2005   | チキン・リトル Chicken Little                                                            | ティナ                         | 声の出演         |
| 2006   | 森のリトル・ギャング Over the Hedge                                                      | ペニー                         | 声の出演         |
| 2006   | モンスター・ハウス Monster House                                                         | ママ                           | 声の出演         |
| 2006   | ペネロピ Penelope                                                                        | ジェシカ・ウィルハーン         |                  |
| 2006   | For Your Consideration                                                                   | マリリン・ハック               |                  |
| 2009   | お家をさがそう Away We Go                                                                | グロリア                       |                  |
| 2009   | かいじゅうたちのいるところ Where the Wild Things Are                                     | ジュディス                     | 声の出演         |
| 2010   | テンプル・グランディン ～自閉症とともに Temple Grandin                                   | アンおばさん                   | テレビ映画       |
| 2010   | キス&キル Killers                                                                        | ミセス・コーンフェルド         |                  |
| 2012   | フランケンウィニー Frankenweenie                                                         | スーザン・フランケンシュタイン | 声の出演         |
| 2014   | 思い出のマーニー When Marnie Was There                                                   | 老婦人（晩年のマーニー）       | 声の出演         |
| 2019   | アダムス・ファミリー The Addams Family                                                   | 祖母フランプ                   | 声の出演         |
| 2021   | フランメルズの大冒険 Extinct                                                             | アルマ                         | 声の出演         |
| 2023   | マイ・エレメント Elemental                                                               | ブルック・リップル             | 声の出演         |
| 2023   | ペイン・ハスラーズ Pain Hustlers                                                         | ジャッキー・ドレイク           |                  |
| 2024   | ARGYLLE/アーガイル Argylle                                                               | ルース                         |                  |
| 2024   | ビートルジュース ビートルジュース Beetlejuice Beetlejuice                                | デリア・ディーツ               |                  |
| 2024   | 野生の島のロズ The Wild Robot                                                            | ピンクテイル                   | 声の出演         |

### テレビシリーズ
| 放映年    | 邦題 原題                                                                    | 役名                       | 備考                                                 |
| --------- | ---------------------------------------------------------------------------- | -------------------------- | ---------------------------------------------------- |
| 2003-2005 | シックス・フィート・アンダー Six Feet Under                                  | キャロル・ウォード         | 計4話出演                                            |
| 2009      | ラリーのミッドライフ★クライシス Curb Your Enthusiasm                         | バムバム                   | シーズン7 第1話                                      |
| 2012      | 30 ROCK/サーティー・ロック 30 Rock                                           | パーリン                   | シーズン7 第2話                                      |
| 2015-2020 | シッツ・クリーク Schists Creek                                               | モイラ・ローズ             | 計80話出演                                           |
| 2015      | モダン・ファミリー Modern Family                                             | パーリン                   | シーズン7 第8話「心のガラクタを捨てよう」            |
| 2016      | ちいさなプリンセス ソフィア Sofia the First                                  | モルガナ                   | 声の出演 シーズン3 第14話「マーリンのつえ」          |
| 2016-2018 | スカイランダーズ・アカデミー Skylanders Academy                              | カサンドラ                 | 計26話声の出演                                       |
| 2017-2018 | レモニー・スニケットの世にも不幸なできごと A Series of Unfortunate Events    | ジョージナ・オーウェル     | 計3話出演                                            |
| 2018      | マジック・スクール・バス: リターンズ The Magic School Bus Rides Again        | テネッリおばさん           | 声の出演 シーズン2 第9話「ラルフィーの空中ブランコ」 |
| 2022      | セントラル・パーク Central Park                                              | グウェンドリン・スイッシュ | 声の出演 シーズン2 第11話                            |
| 2022      | キッズ・イン・ザ・ホール 〜コメディのコメディの反逆児〜 The Kids in the Hall | シャーリーン               | 後編                                                 |
| 2025      | ザ・スタジオ The Studio                                                      | パティ                     |                                                      |